# Wang Yimei
Wang Yimei (chinesisch 王一梅, Pinyin Wáng Yīméi; * 11. Januar 1988 in Dalian) ist eine chinesische Volleyballspielerin.
Wang Yimei spielte von 2005 bis 2013 in der chinesischen Nationalmannschaft und gewann bei den Olympischen Spielen 2008 in Peking die Bronzemedaille. Beim World Grand Prix 2010 wurde sie als „Beste Aufschlägerin“ ausgezeichnet. Wang ist auch zweifache Asienmeisterin und gewann zweimal die Asienspiele.